# Retable lavallois

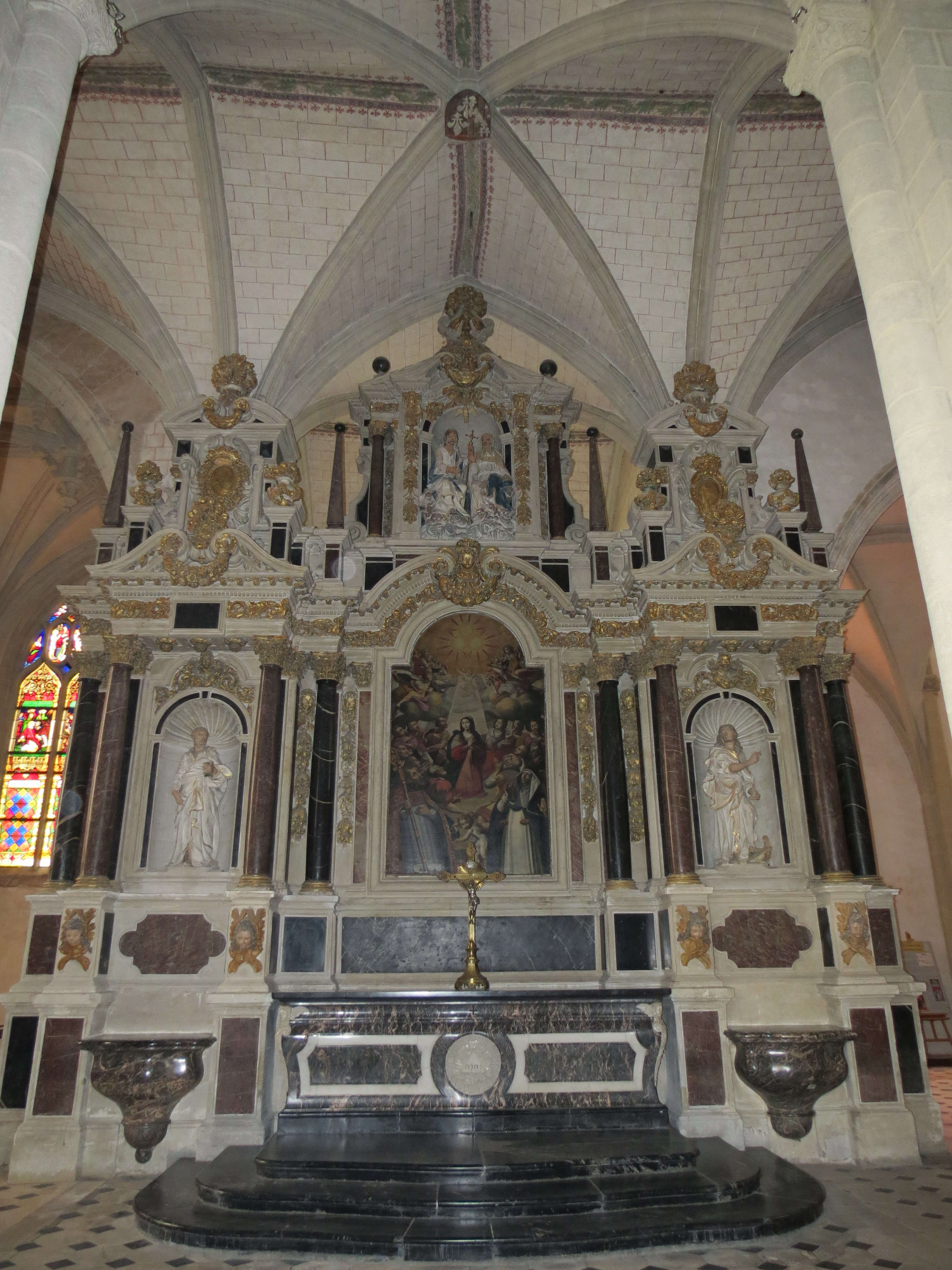
L'un des retables de la cathédrale de Laval.

Le retable lavallois est une forme particulière de retable à l'origine d'une école, ayant pour centre la ville de Laval, dans l'actuel département de la Mayenne.
Les retables lavallois du XVIIe siècle sont parmi les plus remarquables et les plus originaux de France. Au début du XVIIe siècle, naît un nouvel élément de décor intérieur d'église : le retable de tuffeau et de marbre. Le retable Corbineau, du nom de l'architecte qui a défini ce style, fera la renommée des architectes lavallois dans tout l'Ouest de la France. Aux XVIIe et XVIIIe siècles, la ville de Laval a été un centre de création de retables très important, au point de donner naissance à une véritable école : les retabliers lavallois ont diffusé leur art dans tout l'Ouest de la France.
Parmi cette école, on retrouve les noms de sculpteurs et d'architectes :

## Histoire

### Origine
Dans la seconde moitié du XVIe siècle, époque de la Contre-Réforme, l'Église catholique réaffirme son identité. Les arts sont alors mis à contribution pour séduire les fidèles, et l'art baroque, par son exubérance et sa surcharge décorative, est pleinement employé dans les églises.
À Laval, la production de retables, qui remonte au moins au XIIe siècle, connaît alors un nouveau souffle. L'activité connaît son apogée au cours du XVIIe siècle, et une véritable école lavalloise émerge. Pour Jacques Salbert, la prospérité à cette époque de l'industrie du lin et du chanvre dans la région de Laval et Vitré est à l'origine de la construction des retables lavallois. Les produits du commerce favorisent et soutiennent des fondations religieuses.

### Géographie
Ces retables sont non seulement visibles dans plusieurs églises de Laval, mais aussi à travers le département de la Mayenne et au-delà, notamment dans la Sarthe, en Bretagne et dans le nord de l'Anjou. Les retables étaient alors pratiquement obligatoires dans les églises et il en existe donc un grand nombre. Beaucoup d'entre eux n'ont toutefois pas survécu à la Révolution. On en retrouve aussi dans le Bourbonnais et le Val-de-Loire.

### Matériaux
Les retables lavallois ont connu le succès à partir de 1630. Ils sont construits en marbre et en tuffeau et ils ont été dessinés par des architectes.
Le tuffeau, absent du sous-sol lavallois, venait du val de Loire.
Le marbre provenait de carrières locales:
- Marbre de Saint-Berthevin : le rouge provient de Saint-Berthevin, ce marbre fournit les plus beaux spécimens allant du brun rouge au lilas pâle ;
- Marbre noir d’Argentré :le noir ou jaspé, de Montroux ou du Rocher à Argentré
- le noir, de Grenoux ou Marbre de Sablé.

Ces carrières étaient généralement récentes et les gisements n'avaient été découverts qu'aux alentours de 1550. Les pierres les plus employées sont des marbres noirs, jaspés, brun-rouge ou lilas pâle.

### Architecture
Les architectes les plus prolifiques sont souvent issus de grandes familles, comme les Corbineau, les Houdault et les Langlois. La construction d'un retable durait plusieurs années.
Les retables lavallois utilisent généralement les ordres architecturaux et un registre baroque et classique, incluant des frontons, des guirlandes, des niches, des chérubins, des pilastres, des obélisques, etc. La structure générale est faite en tuffeau tandis que les colonnes sont en marbre. Certains éléments sont peints, ce qui permet par exemple d'ajouter des touches dorées à l'ensemble.
Jean Delumeau décrit ainsi les retables lavallois :

« De grandes colonnes de marbres rose ou noir divisent nettement le corps central et les ailes. Dans le premier, un tableau central consacré le plus souvent à la gloire du Christ ; dans les ailes, des grandes niches tout ornées de marbre ou de sculptures un peu lourdes dans lesquelles s'animent de hautes statues. (...) Le niveau supérieur contient généralement des éléments bien distincts : au centre une grande niche à statue encadrée de colonnes de marbre, aux ailes des "carrés" ornés de motifs religieux. Tout un décor complète cet étage assez varié dans sa composition : balustrades, hauts obélisques terminés par une boule, vases de fleurs et de fruits, angelots enfin. »

En Basse-Bretagne des artistes (certains sont connus comme les frères Le Déan de Quimper et Jean Cevaër, de Lopérec) ont copié les retables lavallois, notamment à Pont-l'Abbé (église Notre-Dame des Carmes), Saint-Jean-du-Doigt, Sizun, Bodilis, etc. Certains retables couvrent tout le mur du chevet comme à Rumengol ou à Saint-Segal (chapelle Saint-Sébastien) ; ailleurs ce sont d'immenses tabernacles à tourelles comme à Pleyben et à Arzano.

### Déclin
La demande s'essouffle à la fin du XVIIe siècle, à cause d'un mauvais climat économique. Les retables se font plus modestes, et le marbre n'est utilisé qu'avec parcimonie. Par ailleurs, le bois est alors préféré à la pierre, considérée comme trop rigide.
L'école lavalloise disparaît totalement au cours des années 1680 et 1690, au profit des retabliers angevins. Ces derniers utilisent beaucoup le bois, ce qui leur permet notamment d'épouser le style rococo qui naît au milieu du XVIIIe siècle.

### Reprise auXIXesiècle
La production de retables lavallois reprend néanmoins au XIXe siècle, notamment lorsque le diocèse de Laval est créé et que de nombreuses églises du département sont entièrement reconstruites. Le marbre est abondamment employé, mais à partir des années 1840 et 1850, les formes médiévales sont privilégiées. Les retables redeviennent donc de simples supports à image, parfois sans aucune sculpture. La production s'éteint définitivement avec l'arrivée de la mode romano-byzantine.

### Exemples de retable lavallois

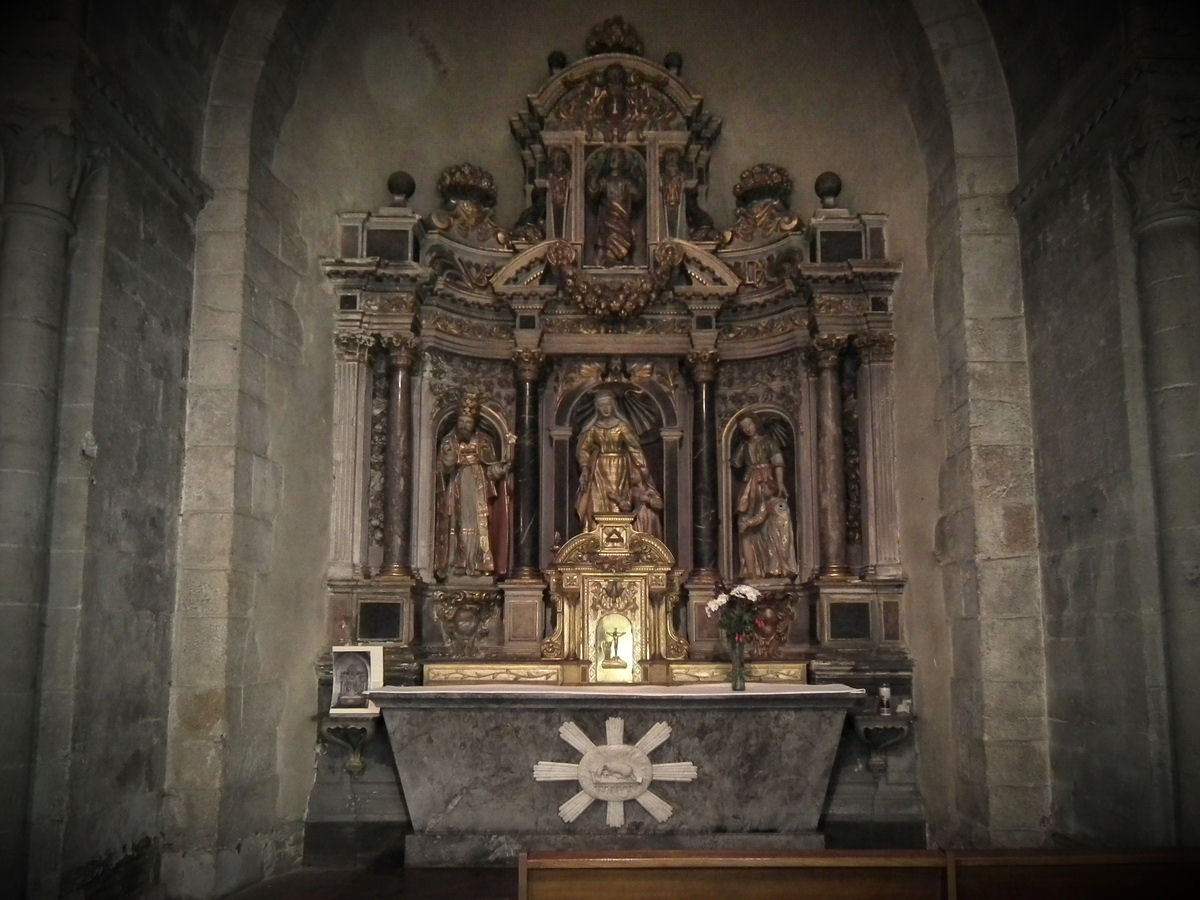
Retable de la basilique Notre-Dame d'Avesnières.
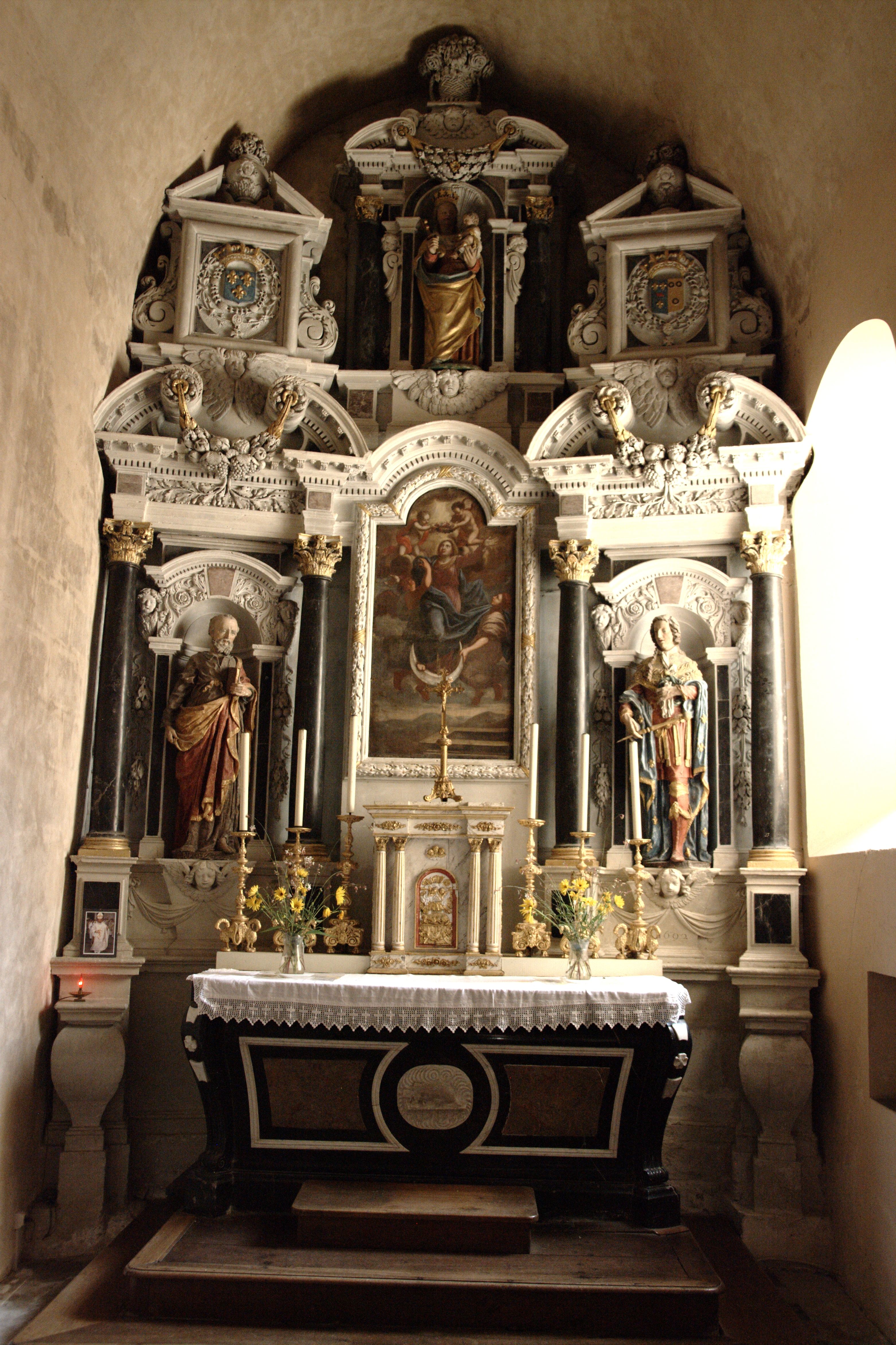
Le retable de l'église Notre-Dame de Saulges.
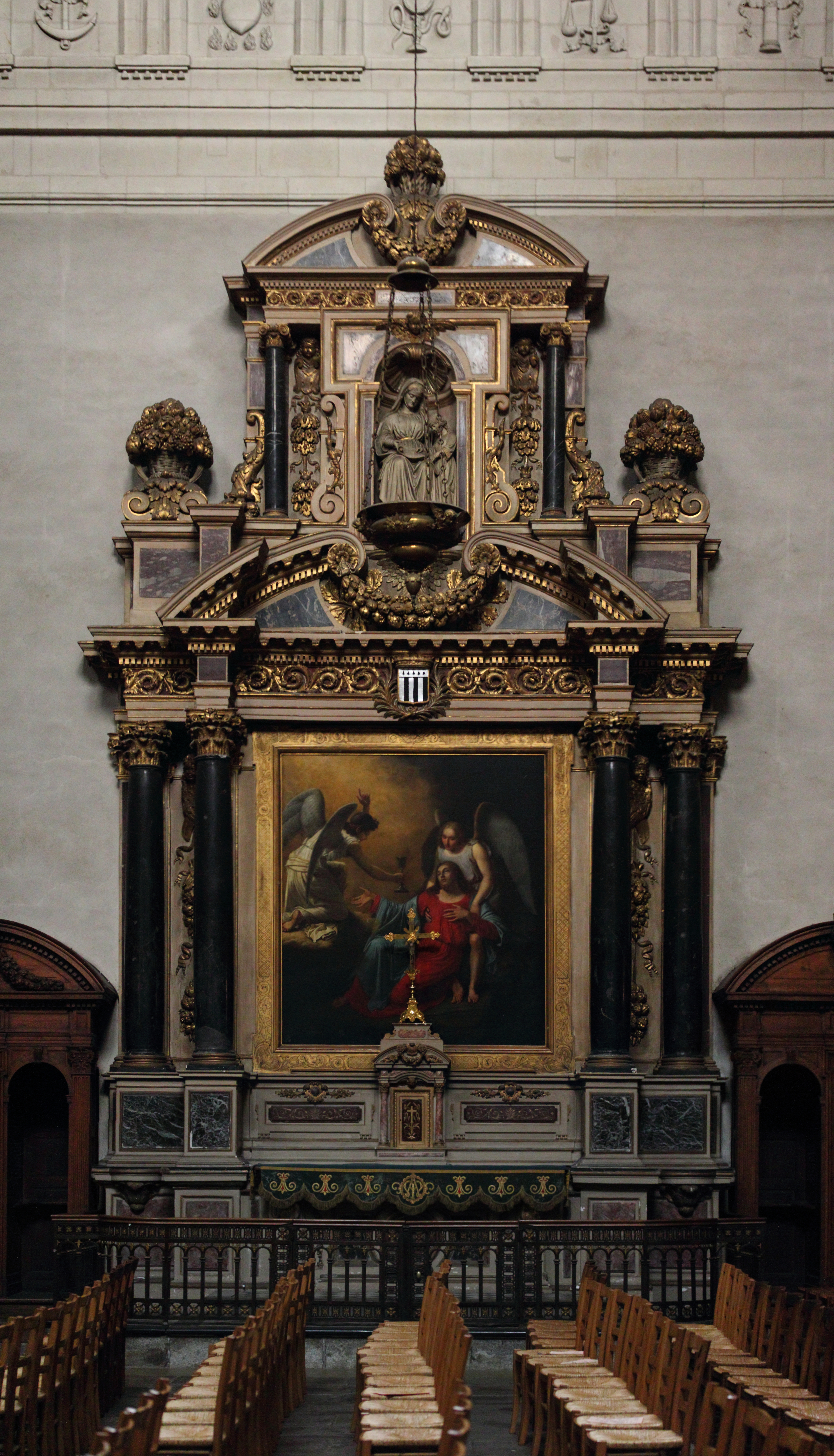
Le retable sud de l'église Toussaints de Rennes.
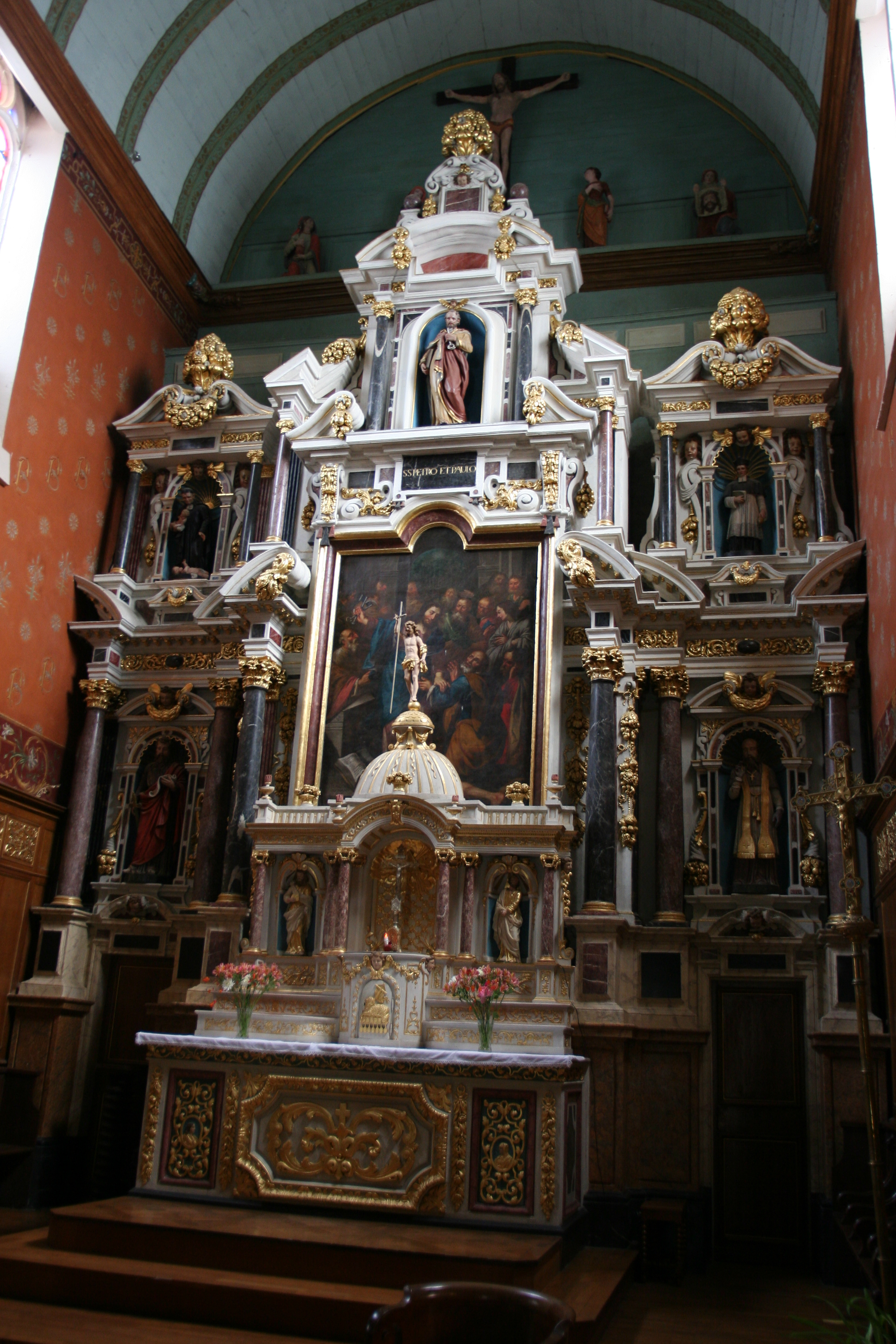
Le retable de l'église du Piré-sur-Seiche.
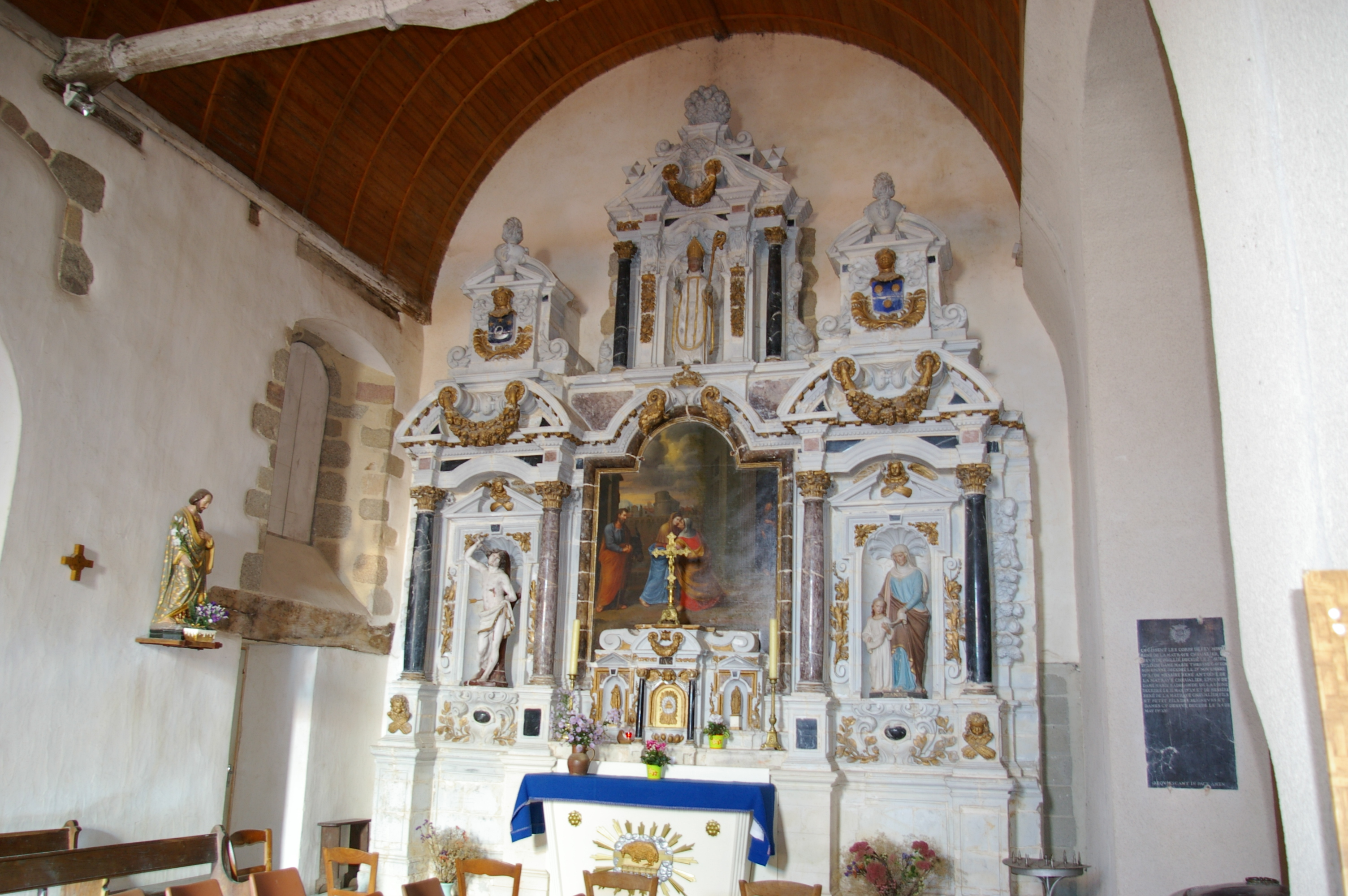
Retable de l'Église Saint-Vigor de Neau
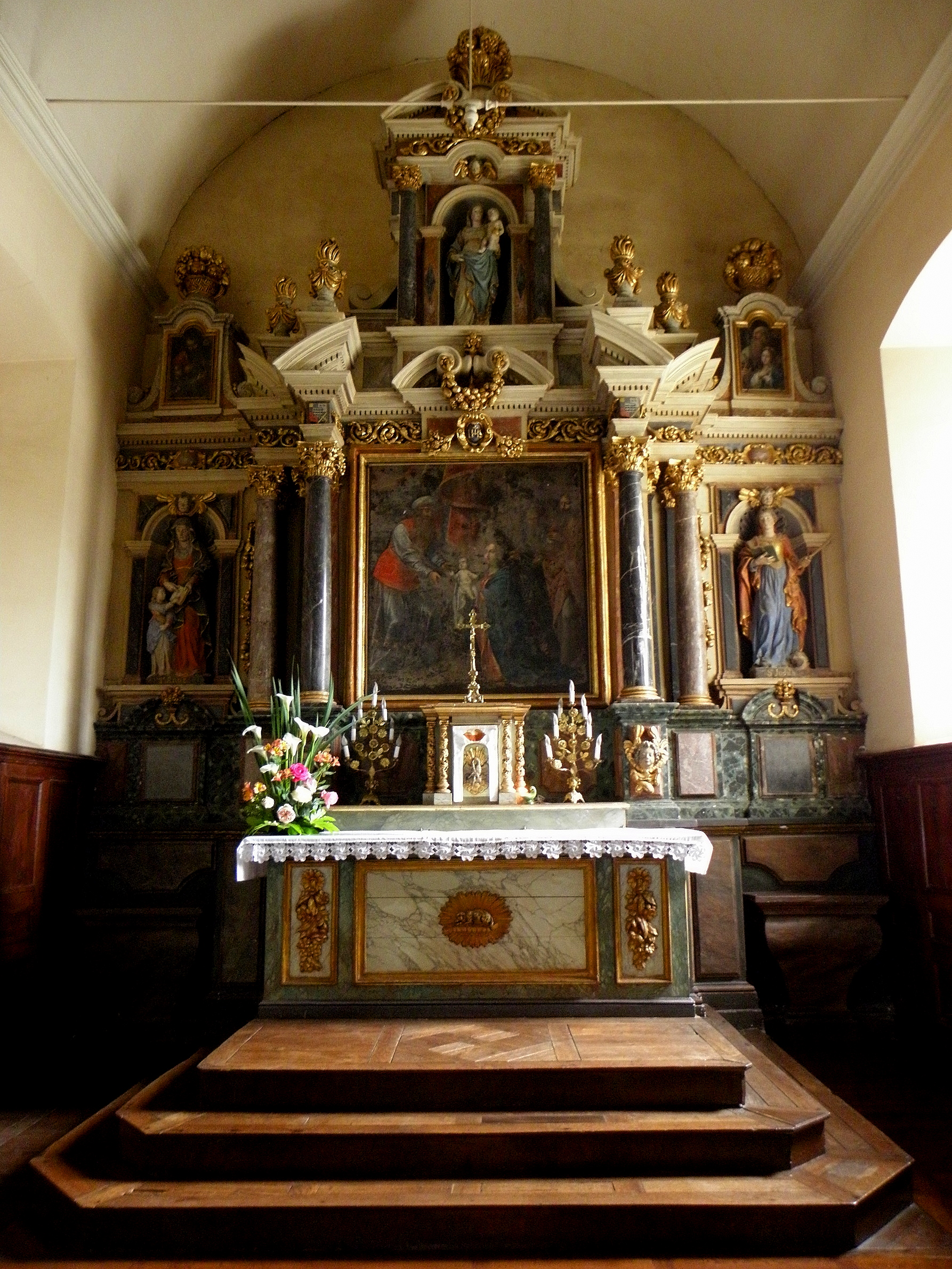
Le maître-autel de l'église Notre-Dame de Brie.
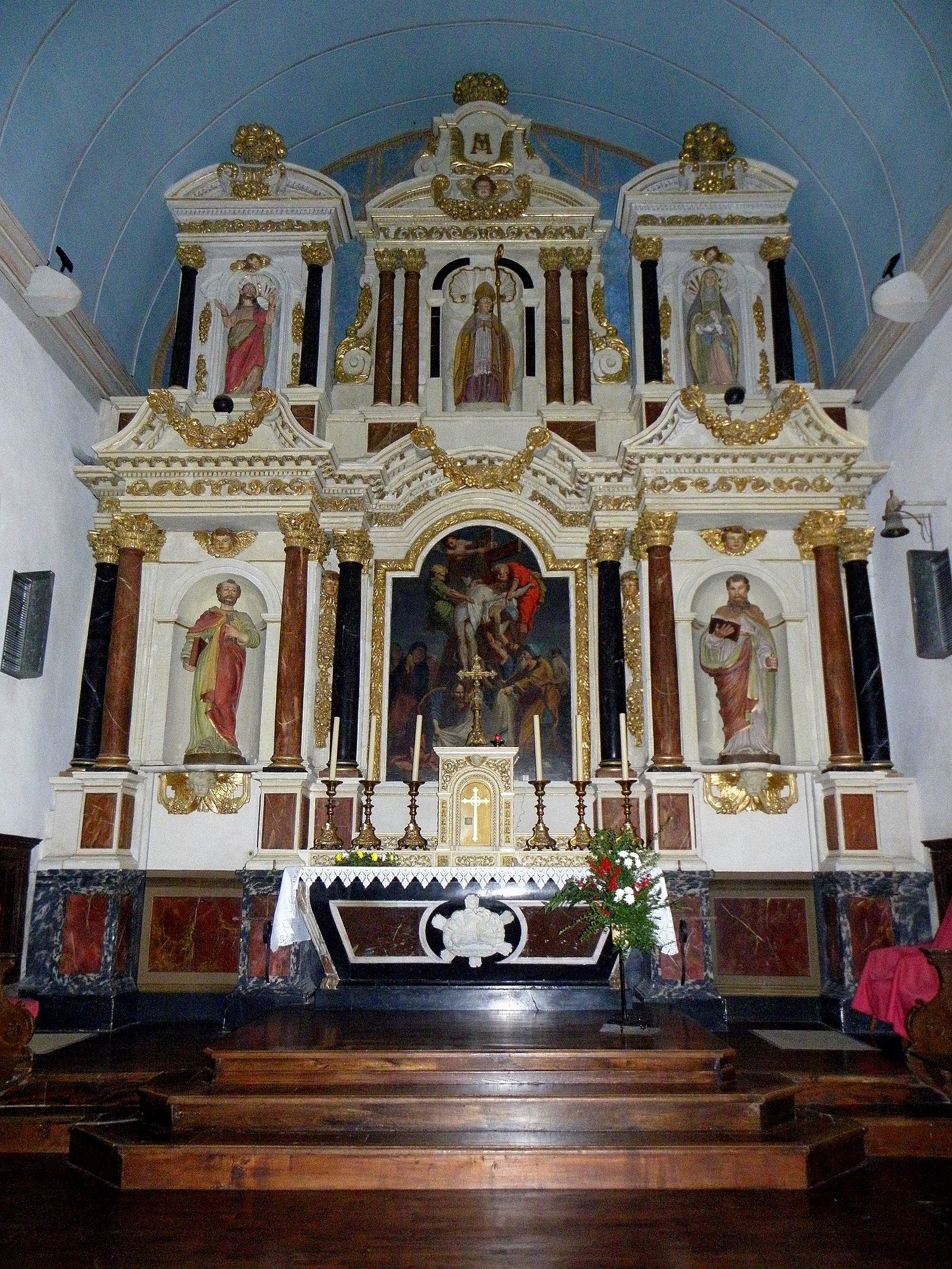
Le maître-autel de l'église Saint-Marse de Bais

## Liste des retables lavallois

### Côtes d'Armor
- Retable du maître-autel et 2 retables latéraux de l'église de Laniscat d'Olivier Martinet
- Retable du rosaire et un autre retable latéral de l'église Saint jean du Baly (XVIIIe) et retables de l'église de Brélévenez de Lannion d'Olivier Martinet

### Finistère
- Retable[7] de l'église Saint-Colomban de Quimperlé d'Olivier Martinet (1650-1652)

### Ille et Vilaine

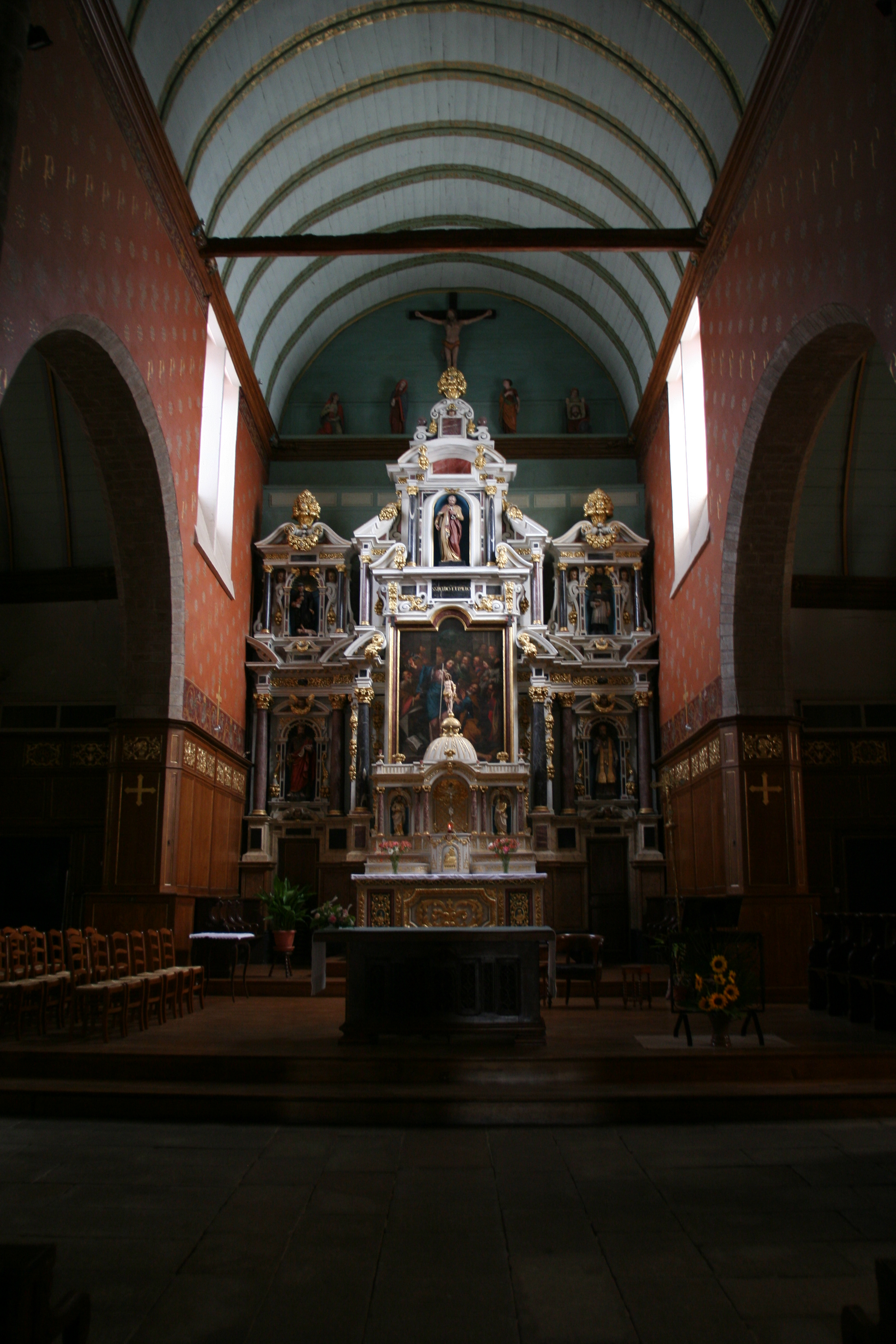
Le retable du maître-autel de l'église Saint-Pierre de Piré-sur-Seiche, représentatif de l'école lavalloise.

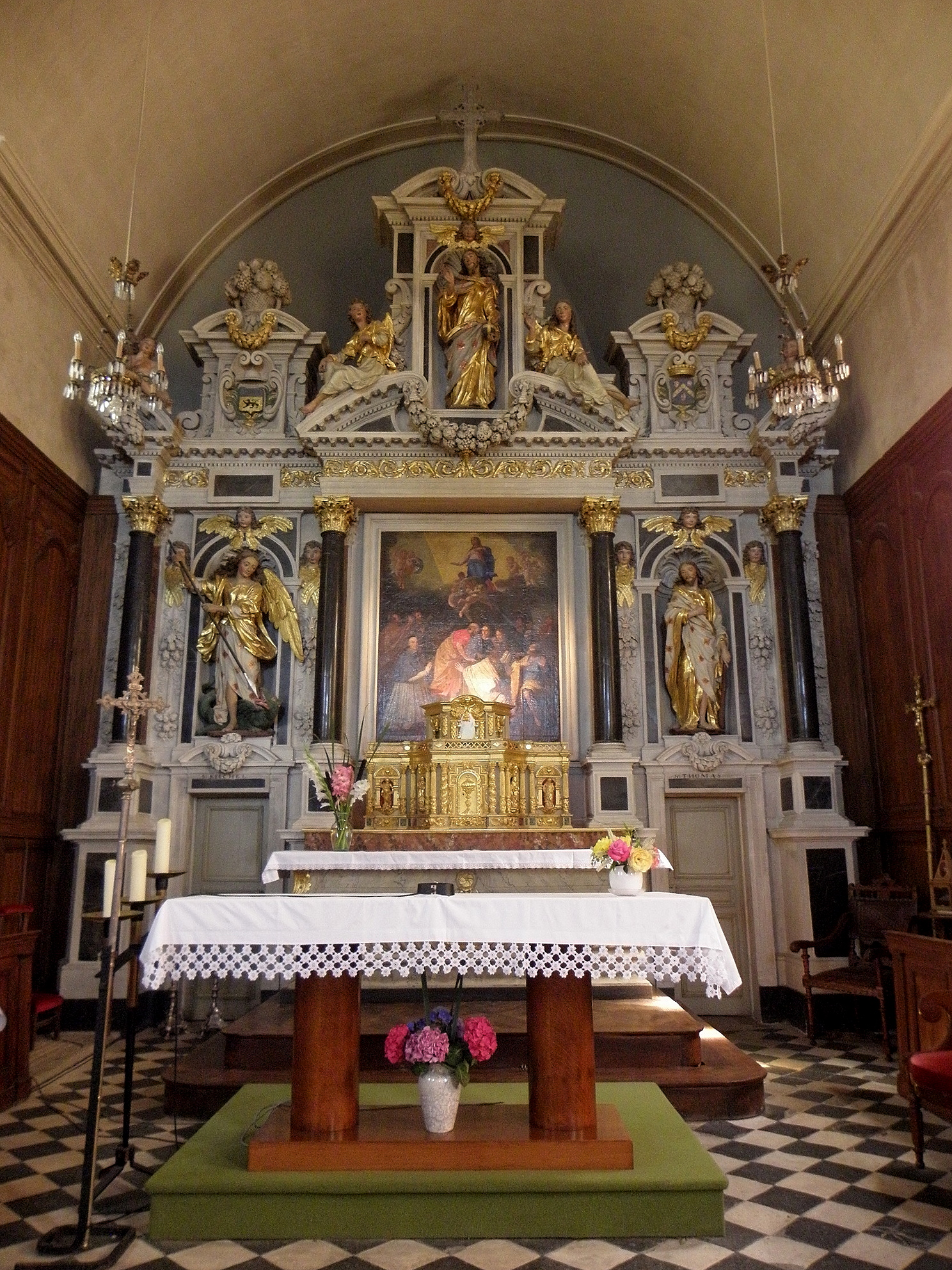
Le retable du maître-autel de l'église Notre-Dame-de-l'Assomption de La Gouesnière.

L'Ille-et-Vilaine conserve de nombreux retables de l'école lavalloise, essentiellement situés dans la zone toilière couvrant la région vitréenne et le sud du pays fougerais. Le comté de Laval et la Baronnie de Vitré dépendaient des mêmes seigneurs de la famille de Laval.
- Retable du maître-autel[8] et 2 retables latéraux de l'église Saint-Pierre d'Availles-sur-Seiche, œuvres de Tugal Caris
- Retable du maître-autel de l'église Saint-Marse de Bais attribué à François Huguet
- Retable du maître-autel[9] (1629) de l'église Saint-Médard de Billé, attribué à Jean Martinet
- Retable du maître-autel œuvre du lavallois Jean-François Huguet établi à Rennes en 1686
- Retable du maître-autel et 2 retables latéraux en marbre, tuffeau et bois de l'église Notre-Dame de Brie, œuvres de Pierre Corbineau en 1638 et Gilles Corbineau son fils en 1653
- Retable du maître-autel, œuvre de Jean et Michel Langlois et 2 retables des croisillons Nord (1647)
- Retable du maître-autel de l'église Saint-Mélaine de Cornillé (XVIIe)
- Retable du maître-autel de Domalain. Il est construit en 1637 par Pierre Corbineau[10]. Le retable possède la même structure que celui de l'église de la Trinité de Laval.
- Retable du maître-autel, œuvre de Jean Langlois en 1657 et 2 petits retables latéraux, œuvres de François Langlois en 1699 de l'église Saint-Pierre de Dompierre-du-Chemin
- Retable du maître-autel, œuvre de Michel Langlois et 2 petits retables latéraux, celui de gauche étant une œuvre de Pierre Corbineau[11] entre 1637 et 1640 de l'église de Drouges[12]. Le retable du maître-autel est très proche de celui de l'église Saint-Vigor de Neau, et permet d'attribuer ce dernier aux Langlois[13].
- Retable du maître-autel[14] et 4 retables latéraux de l'église Saint-Sulpice de Gennes-sur-Seiche, œuvres de François II Houdault en 1676
- Retable du maître-autel de La Gouesnière[15], œuvre de François II Houdault en 1667
- 3 retables lavallois, œuvre de François Langlois (1686-87) de l'église Saint-Jean-Baptiste de La Selle-en-Luitré
- 2 retables latéraux œuvre de Jean et Michel Langlois pour le retable nord en 1653 et François Langlois en 1671 pour le retable de Notre-Dame-de-Pitié de l'église Saint-Patern de Louvigné-de-Bais.
- Retable du maître-autel et 2 retables latéraux de l'église Saint-Martin de Moulins, œuvres de Jean et Michel Langlois
- Retable du maître-autel de l'église Saint-Martin de Noyal-sur-Seiche qui paraît être de François Langlois
- Retable du maître-autel, œuvre de Pierre Corbineau et du sculpteur Pierre Biardeau en 1632 et 2 retables latéraux de Saint-Jean et du Rosaire en 1637 par Pierre Corbineau de l'église Saint-Pierre de Piré-sur-Seiche. Retable de la chapelle du cimetière de Piré-sur-Seiche œuvre probable de François II Houdault en 1684
- Retable du maître-autel[16] de l'église de Rannée, œuvre de Tugal Caris
- Grand retable de pierre[17] et marbre de l'ancienne abbatiale Saint-Sauveur de Redon (1634-1636) de Tugal Caris, l'une des plus belles de Bretagne et 2 retables latéraux de Tugal Caris vraisemblablement
- 2 retables latéraux œuvre de François II Houdault 1672-1674 de l'église Toussaints de Rennes
- Retable du maître-autel de Torcé[18] de Pierre Corbineau
- Retable de la chapelle du Château du Verger-au-Coq[19] à Saint-Germain-sur-Ille attribué à Pierre Corbineau
- Retable du maître-autel[20] de l'église de Tinténiac attribué à Tugal Caris
- Retable du maître-autel œuvre attribué à François II Houdault et 2 retables latéraux (XVIIe) de l'église paroissiale de Vergéal[21]
- Retable du maître-autel[22] (1638) de l'église de Visseiche, attribué à Jean Martinet
- 5 retable latéraux (XVIIe) de l'ancienne collégiale Notre-Dame de Vitré

### Loire-Atlantique
- Nantes, Retable de l'autel Notre-Dame-de-Pitié dans une des chapelles[23] de la cathédrale de Nantes par Tugal Caris vers 1656
- Saint-Julien-de-Concelles, chapelle de la Gentilhommière de la Meslerie (1701)

### Maine-et-Loire
- Angers, Retable de la Chapelle de la Barre par Pierre Biardeau[24]
- Angers, Retable de Ursulines d'Angers. Consacré en 1651, il est comparable[25] à ceux de l'école lavalloise, notamment ceux de Pierre Corbineau effectués pour les Ursulines de Château-Gontier.

### Mayenne

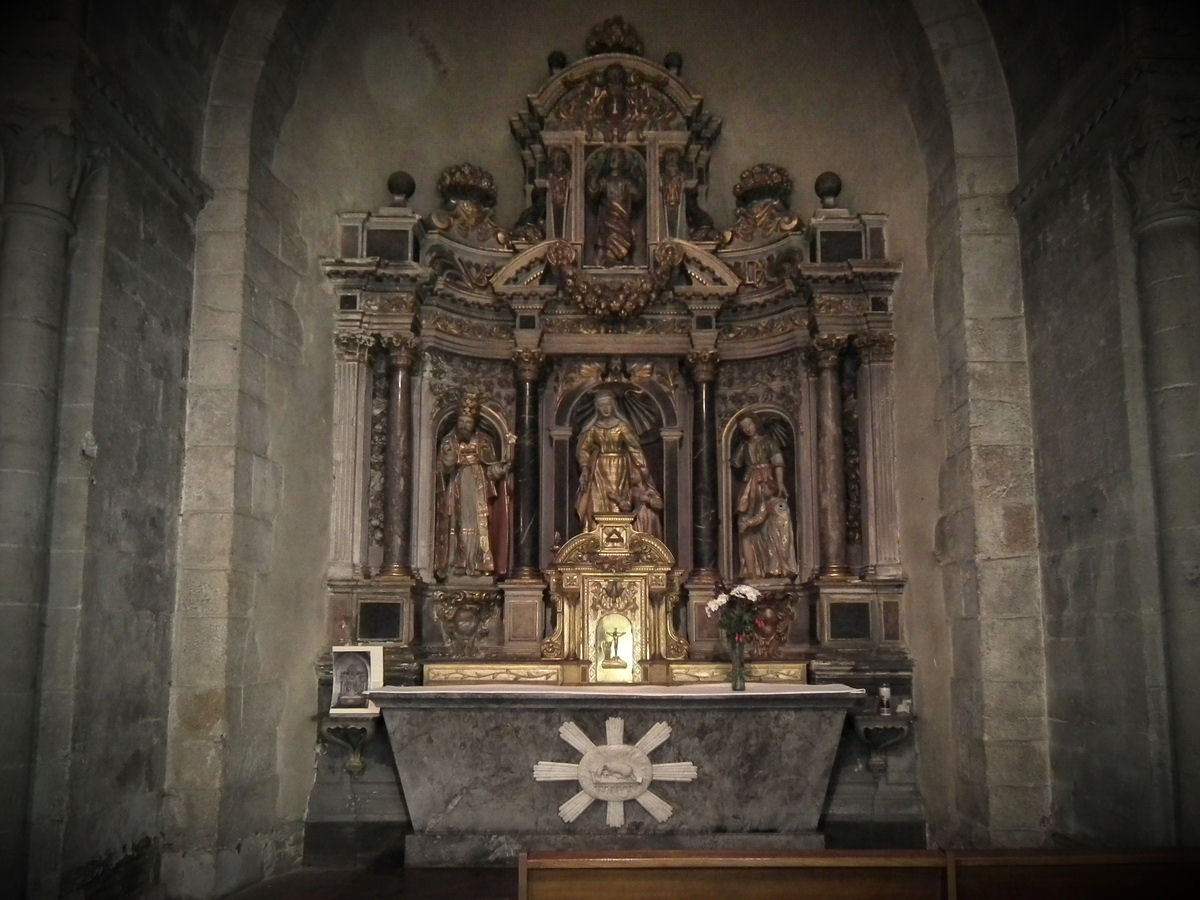
Retable de la basilique Notre-Dame d'Avesnières à Laval.

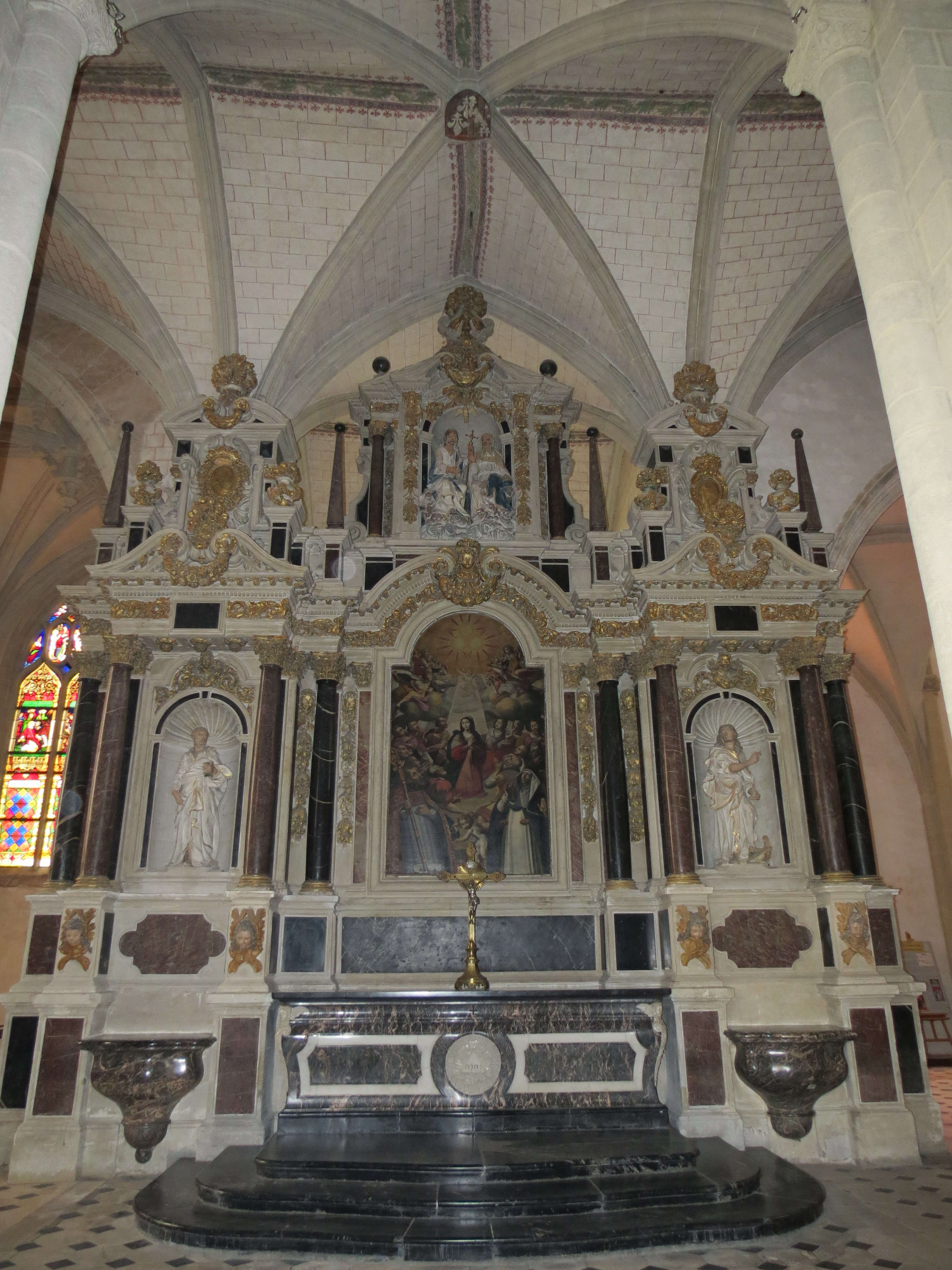
Le grand retable de la Sainte-Trinité de Laval.

La Mayenne a connu une production intense de retables baroques au XVIIe siècle, à l'époque de l'école lavalloise.
Les ensembles les plus importants sont :
- Trois retables dans l'église paroissiale d'Ampoigné.
- Huit retables dans l'église paroissiale d'Argentré.
- Trois retables dans l'église de Beaumont-Pied-de-Bœuf.
- Deux retables à Bonchamp-lès-Laval.
- Trois retables à Brecé.
- Cinq retables à Brée.
- Deux retables à Châtres-la-Forêt.
- Trois retables à La Chapelle-Rainsouin.
- Les retables de l'église des Cordeliers de Laval. L'église ne comprenait, avant les travaux du XIXe siècle, qu'une nef principale flanqué d'un collatéral unique au nord sur lequel s'ouvrait 7 chapelles latérales qui furent ornéées au XVIIe siècle d'une série extraordinaire de retables constituant ainsi sans doute le plus grand ensemble de l'Ouest de la France.
- Les retables de la cathédrale de la Sainte-Trinité de Laval.
- Trois retables à Livet.
- Trois retables à Montourtier.
- Deux retables à Saint-Christophe-du-Luat.
- Deux retables à Soulgé-sur-Ouette.

### Morbihan
- Auray, maitre-autel de l'Église Saint-Gildas d'Auray  par Olivier Martinet
- Vannes, retable de la chapelle Notre-Dame-de-Pitié de la Cathédrale Saint-Pierre de Vannes de Gilles et Bernard Moussin

### Sarthe
- La Flèche, maitre-autel de l'Église Saint-Louis de La Flèche par Pierre Corbineau